# Arlberg
Arlberg är ett bergsmassiv mellan de österrikiska förbundsländerna Vorarlberg och Tyrolen. Massivets högsta punkt är Valluga, 2 809 m ö.h. Genom massivet går huvudvägen och järnvägen mellan Vorarlberg och övriga Österrike. Bägge går i tunnel under Arlbergpasset på 1 793 m ö.h. som ligger i Tyrolen.